# 那賀川町今津浦
那賀川町今津浦（なかがわちょういまづうら）は、徳島県阿南市の大字。2010年10月1日現在の人口は484人、世帯数は167世帯。郵便番号は〒779-1114。

## 地理
阿南市の北部に位置。東は紀伊水道に面し、西は那賀川町八幡、北は那賀川町色ケ島、南は那賀川町芳崎・那賀川町苅屋・那賀川町手島に接する。地内を南北に徳島県道141号大林那賀川阿南線が走る。

### 河川
- 幾島川

### 小字
- 網干
- 有田津
- 落合
- 喜来
- 白石
- 諏訪面
- 東野神
- 松久保
- 宮面
- 向新田
- 免許
- 養老

## 歴史
2006年（平成18年）3月20日に那賀郡那賀川町が阿南市と合併し、阿南市那賀川町今津浦になる。

## 施設
- 那賀川公民館
- 諏訪神社
- 照円寺
- 信行寺

## 交通

### 道路
国道
- 国道55号（阿南道路）

都道府県道
- 徳島県道27号阿南那賀川線
- 徳島県道141号大林那賀川阿南線

### 路線バス
- 今津浦
- 那賀川公民館前